# Gerhard Puchelt

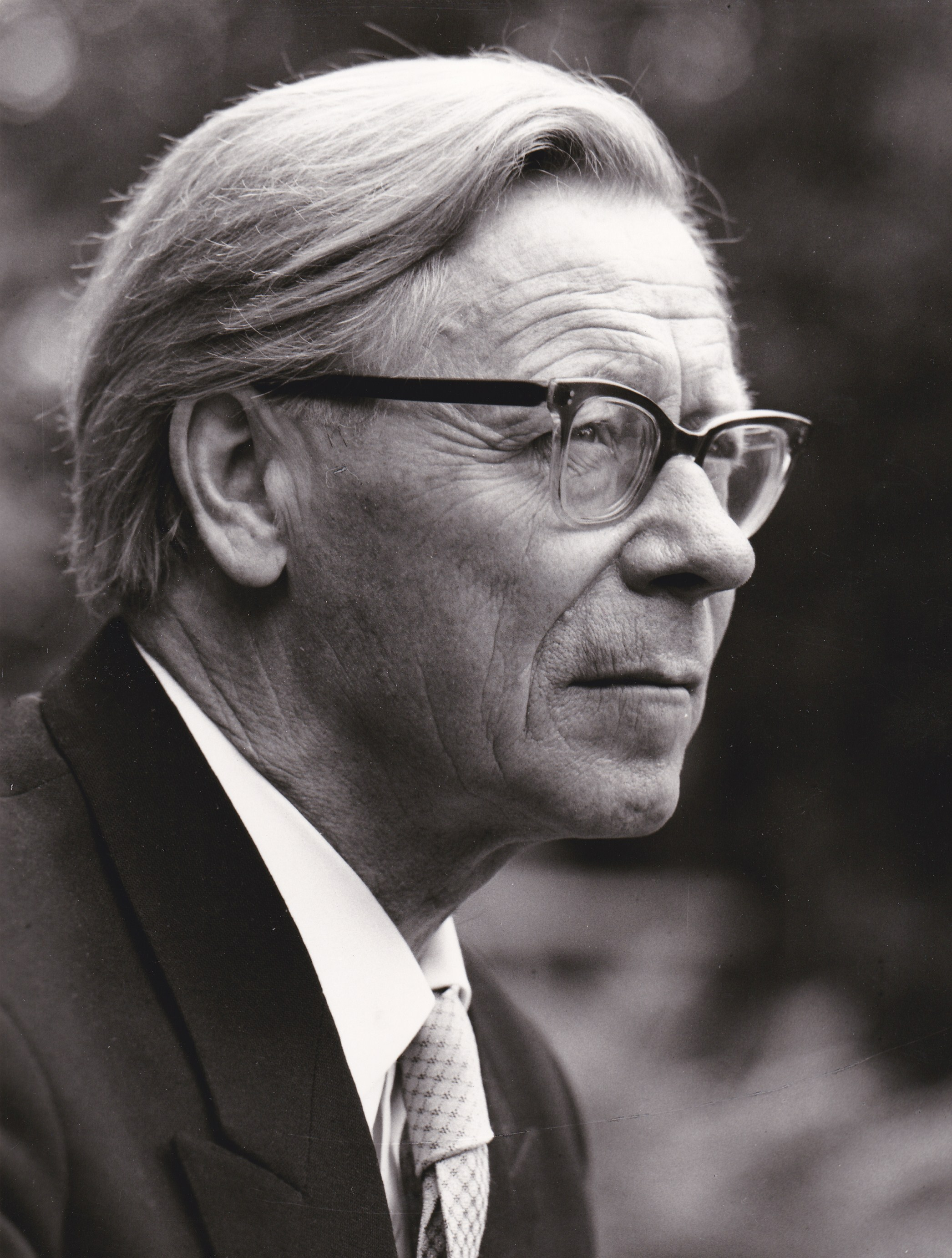
Gerhard Puchelt (1985)

Gerhard Puchelt (* 18. Februar 1913 in Stettin; † 27. August 1987 in Berlin) war ein deutscher Pianist.

## Leben und Wirken
Puchelt studierte von 1931 bis 1935 an der Staatlichen Akademie für Kirchen- und Schulmusik bei Else C. Kraus und Eduard Erdmann sowie an der Friedrich-Wilhelms-Universität zu Berlin. Danach arbeitete er als Konzertpianist und Begleiter bekannter Sänger, Instrumentalisten und Kammermusikensembles. Puchelt stand 1944 in der Gottbegnadeten-Liste des Reichsministeriums für Volksaufklärung und Propaganda.
Nach dem Zweiten Weltkrieg setzte er seine Karriere als Klaviervirtuose fort und konzertierte bereits im September 1945 erstmals mit den Berliner Philharmonikern (Schumann, Klavierkonzert op. 54). 1949 wurde er zum Professor für Klavier an der Hochschule für Musik Berlin-Charlottenburg ernannt und blieb in dieser Funktion bis 1978.
Seine Konzerttätigkeit übte Puchelt in beiden Teilen Deutschlands, Westeuropa, der Sowjetunion – wohin er als erster westdeutscher Pianist bereits 1956 eingeladen wurde –, Südamerika, Japan und den USA aus. Als er 1962 fünf Konzerte in der Sowjetunion gab, durfte er daraufhin, nach einem Beschluss der West-Berliner Kulturverwaltung und der Intendanz der Berliner Philharmoniker, nicht wie geplant an Konzerten der Philharmoniker in diesem Jahr teilnehmen. Man wollte damit „Beanstandungen in der Öffentlichkeit entgegenwirken.“ Puchelt war Juror zahlreicher internationaler Klavierwettbewerbe, u. a. mehrfach des Robert-Schumann-Wettbewerbs in Zwickau. In den 1970er war er Mitglied des Rundfunkrats des Senders Freies Berlin und dort stellvertretender Vorsitzender des Programmausschusses.
In den 1960er und 1970er Jahren ging Puchelt auch gemeinsam mit seiner Tochter Christiane Edinger auf Tournee. Für sein hervorragendes Wirken als Musikpädagoge und Konzertpianist wurde Gerhard Puchelt mehrfach geehrt. Im Robert Lienau Musikverlag veröffentlichte er u. a. Verlorene Klänge: Studien zur deutschen Klaviermusik 1830-1880 und nahm eine Neuinstrumentierung des 5. Klavierkonzerts von Johann Baptist Cramer vor. Er produzierte zahlreiche Rundfunk- und Schallplattenaufnahmen (letztere z. T. bei ETERNA/VEB Deutsche Schallplatten [Ost-]Berlin).

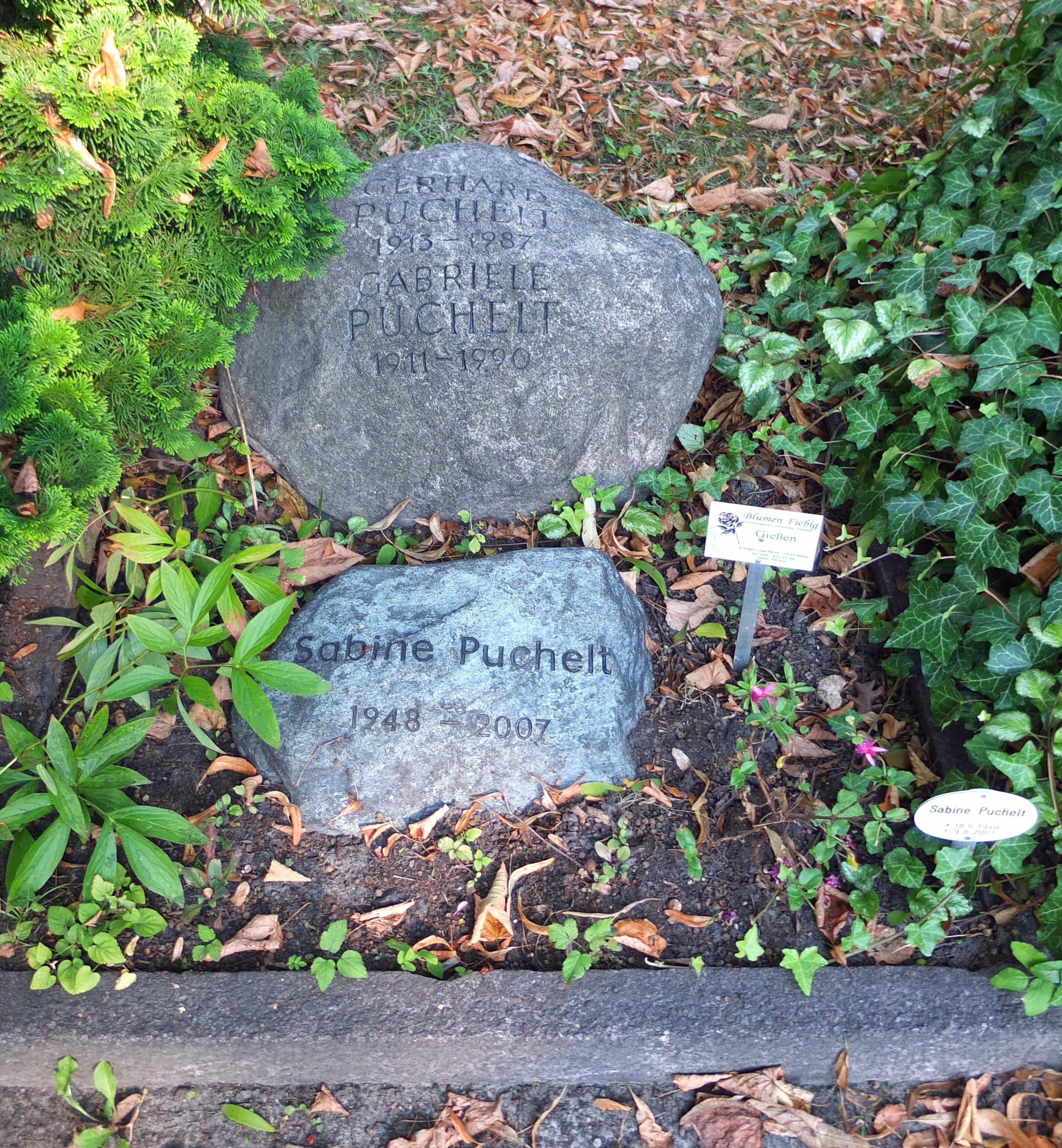
Grabstätte

Er ist auf dem Dahlemer St. Annenfriedhof Grablege R 29-19 beigesetzt. Sein Grab war von 1990 bis 2014 als Ehrengrab der Stadt Berlin gewidmet.

## Ehrungen
- Berliner Kunstpreis (1951)
- Bundesverdienstkreuz 1. Klasse (1978)[1]

## Einzelnachweis
1. ↑  Bekanntgabe von Verleihungen des Verdienstordens der Bundesrepublik Deutschland. In: Bundesanzeiger. Jg. 31, Nr. 19, 27. Januar 1979.

| Personendaten    | Personendaten     |
| ---------------- | ----------------- |
| NAME             | Puchelt, Gerhard  |
| KURZBESCHREIBUNG | deutscher Pianist |
| GEBURTSDATUM     | 18. Februar 1913  |
| GEBURTSORT       | Stettin           |
| STERBEDATUM      | 27. August 1987   |
| STERBEORT        | Berlin            |